# Contre-cartographie
La contre-cartographie est la production de cartes destinées à la critique ou mise en cause des structures de pouvoir dominantes, afin de promouvoir des objectifs de progrès social. 
La contre-cartographie est utilisée dans de nombreuses disciplines pour revendiquer un territoire colonisé, en collaboration avec des gens autochtones, mais elle joue alors un rôle ambigu: « la contre-cartographie peut réifier, renforcer et étendre les frontières coloniales alors même qu'elle cherche à remettre en question les pratiques cartographiques dominantes ; et pourtant, la contre-cartographie peut simultanément rendre possible des modes anti-colonialistes de représentation de l'espace et des lieux. » Le terme est apparu aux États-Unis lorsque Nancy Lee Peluso (en) l'a utilisé en 1995 pour décrire la commande de nouvelles cartographies par les communautés usagères de la forêt de Kalimantan, en Indonésie, pour contester les cartes gouvernementales des zones forestières qui portaient atteinte aux intérêts des peuples autochtones. Les cartes anti-hégémoniques qui en résultent soutiennent les revendications des communautés usagères. Il existe de nombreuses expressions étroitement liées à la contre-cartographie : ethnocartographie, cartographie alternative, mapping-back, cartographie anti-hégémonique, deep map (en) et cartographie participative publique. De plus, les termes : cartographie critique, cartographie subversive, cartographie bio-régionale et remapping sont parfois utilisés de manière interchangeable avec la contre-cartographie, mais ils englobent bien davantage de pratiques.
L'émergence de la contre-cartographie a été facilitée par certains aspects du néolibéralisme, ainsi que par la démocratisation technologique. Bien que la contre-cartographie fasse généralement référence à la cartographie autochtone, elle est de plus en plus également appliquée à la cartographie dans les pays sans histoire de colonisation. Parmi les exemples de contre-cartographie, on peut citer les tentatives de délimitation et de protection des territoires traditionnels, la cartographie communautaire, les systèmes d'information géographique à participation publique et la cartographie réalisée par un État relativement faible pour contrer les revendications d'un État plus puissant sur des ressources. Le pouvoir des contre-cartes pour promouvoir de nouvelles politiques publiques de manière populaire a conduit certains commentateurs à affirmer que la contre-cartographie devrait être envisagée comme outil de gouvernance.
Malgré son potentiel émancipateur, la contre-cartographie n'est pas exempte de critiques. Les efforts de contre-cartographie ont tendance à négliger les connaissances des femmes, des minorités et d'autres groupes vulnérables et discriminés. De ce point de vue, la contre-cartographie n'est valorisante que pour un petit sous-ensemble de la société, tandis que d'autres sont encore plus marginalisés.